# Palla Road/Dinokwe
Palla Road/Dinokwe – wieś w Botswanie w dystrykcie Central. Według spisu ludności z 2011 roku wieś liczyła 1229 mieszkańców.